# Skeet Ulrich
Skeet Ulrich, született Bryan Ray Trout (Lynchburg, 1970. január 20. –) amerikai színész.
Ismertebb alakítása volt Billy Loomis a Sikoly-filmsorozatban (1996–2023), továbbá feltűnt a Bűvölet (1996) és a Lesz ez még így se! (1997) című filmekben is.
A 2000-es évek közepén a Jericho című poszt-apokaliptikus drámasorozat főszereplője volt. Az Esküdt ellenségek több kapcsolódó sorozatában játszotta Rex Winters nyomozót. 2017–2021 között a Riverdale című drámasorozatban alakított főszerepet.

## Fiatalkora
Bryan Ray Trout néven született 1970. január 20-án a virginiai Lynchburgban. Édesanyja, Carolyn Elaine Wax (született Rudd) a Sports Management Group nevű különleges rendezvények marketingügynökség tulajdonosa, édesapja pedig vendéglős. Első mostohaapja D. K. Ulrich, NASCAR-versenyző és csapattulajdonos volt, akit apjának tekint. Édesanyja 1990-ben újra férjhez ment, Edward Lewis Waxhoz. Ulrich anyai nagybátyja a nyugdíjas NASCAR-versenyző Ricky Rudd, anyai nagyapja pedig Alvin Ray Rudd, a volt Al Rudd Auto Parts elnöke.
Ulrich apja hatéves korában elrabolta őt és testvérét, és a következő három évben Floridából New Yorkba, majd Pennsylvaniába költöztek. Édesanyjukkal Észak-Karolinában találkoztak újra, ahol apja eltűnt az életéből.
A „Skeet” becenév a „Skeeter” névből származik, amelyet a Little League edzője adott neki kis termete miatt, és mert gyors volt, mint egy szúnyog. Alacsony termete mellett rossz egészségi állapota is volt, többek között számos tüdőgyulladással küzdött; tíz éves korában nyílt szívműtéten esett át, hogy helyreállítsák a szívkamra rendellenességét. Ulrich az észak-karolinai Northwest Cabarrus High Schoolban végzett. Miután beiratkozott a wilmingtoni Észak-Karolinai Egyetemre, hogy tengerbiológiát tanuljon, átjelentkezett a New York Egyetemre, ahol felfigyelt rá David Mamet drámaíró.

## Magánélete
1997-ben Ulrich feleségül vette Georgina Cates angol színésznőt, akit egy Oscar-gálán ismert meg. Esküvőjük egy kis szertartás volt, amelyet a Virginia állambeli Madison megyében lévő farmjukon tartottak, ahol csak a pap és a kutyatársaik voltak a vendégek. 2001-ben született ikreik vannak. Ulrich és Cates 2004-ben elváltak, és 2005-ben kibékíthetetlen ellentétekre hivatkozva beadták a válópert.
2012-ben vette feleségül Amelia Jackson-Gray színésznőt, akivel 2015-ben váltak el. 2016-ban Ulrich eljegyezte Rose Costa brazil modellt, de a pár 2017 novemberében szakított.
Szereti a famegmunkálást.

## Filmográfia

### Film
| Év   | Magyar cím            | Eredeti cím                      | Szerep                        | Magyar hang           |
| ---- | --------------------- | -------------------------------- | ----------------------------- | --------------------- |
| 1989 | Hóbortos hétvége      | Weekend at Bernie's              | statiszta (nincs feltüntetve) |                       |
| 1990 | Az őrület fészke      | Chattahoochee                    | statiszta (nincs feltüntetve) |                       |
| 1990 | Végzetes érdekek      | Everybody Wins                   | statiszta (nincs feltüntetve) |                       |
| 1990 | Tini nindzsa teknőcök | Teenage Mutant Ninja Turtles     | bűnöző (nincs feltüntetve)    |                       |
| 1996 | Bűvölet               | The Craft                        | Chris Hooker                  | Bozsó Péter           |
| 1996 | Az utolsó tánc        | Last Dance                       | Billy Liggett                 |                       |
| 1996 | Fiúk                  | Boys                             | Bud Valentine                 |                       |
| 1996 | Albínó aligátor       | Albino Alligator                 | Danny Boudreaux               | Seszták Szabolcs      |
| 1996 | Sikoly                | Scream                           | Billy Loomis                  | Markovics Tamás       |
| 1997 |                       | Touch                            | Juvenal / Charlie Lawson      |                       |
| 1997 | Lesz ez még így se!   | As Good as It Gets               | Vincent Lopiano               | Welker Gábor          |
| 1998 | A Newton fiúk         | The Newton Boys                  | Joe Newton                    | Czvetkó Sándor        |
| 1999 | Robbanáspont          | Chill Factor                     | Tim Mason                     | Kaszás Gergő          |
| 1999 | Robbanáspont          | Chill Factor                     | Tim Mason                     | Markovics Tamás       |
| 1999 | A pokol lovasai       | Ride with the Devil              | Jack Bull Chiles              | Széles Tamás          |
| 2000 | Sikoly 3.             | Scream 3                         | Billy Loomis (cameo hangja)   |                       |
| 2000 | A rendszer ellensége  | Track Down                       | Kevin Mitnick                 |                       |
| 2001 |                       | Nobody's Baby                    | Billy Raedeen                 |                       |
| 2001 |                       | Soul Assassin                    | Kevin Burke                   |                       |
| 2001 | Szánon nyert örökség  | Kevin of the North               | Kevin Manley                  | Görög László          |
| 2009 |                       | For Sale by Owner                | Junior                        |                       |
| 2009 | A szállítmány         | Armored                          | Dobbs                         | Gubányi György István |
| 2014 | Ötven az egyhez       | 50 to 1                          | Chip Woolley                  | Varga Rókus           |
| 2014 |                       | The Girl on the Roof (rövidfilm) | filmrendező                   |                       |
| 2017 |                       | Austin Found                     | Billy Fontaine                |                       |
| 2018 |                       | Escape Room                      | Brice                         |                       |
| 2022 | Sikoly                | Scream                           | Billy Loomis                  | Markovics Tamás       |
| 2023 |                       | Blood                            | Patrick                       |                       |
| 2023 | Sikoly VI.            | Scream VI                        | Billy Loomis                  | Markovics Tamás       |
| 2023 | Szupercella           | Supercell                        | Roy Cameron                   |                       |

### Televízió
| Év        | Magyar cím                               | Eredeti cím                       | Szerep                             | Megjegyzések                                                         |
| --------- | ---------------------------------------- | --------------------------------- | ---------------------------------- | -------------------------------------------------------------------- |
| 1994      |                                          | CBS Schoolbreak Special           | Vinnie DiFazio                     | 1 epizód                                                             |
| 1998      |                                          | A Soldier's Sweetheart            | Mark Fossie                        | tévéfilm                                                             |
| 2003      | Csodák                                   | Miracles                          | Paul Callan                        | 13 epizód                                                            |
| 2005      | Hétköznapi varázslat                     | The Magic of Ordinary Days        | Ray Singleton                      | - tévéfilm - magyar hangja: - Rajkai Zoltán                          |
| 2005      |                                          | Into the West                     | Jethro Wheeler                     | minisorozat (3 epizód)                                               |
| 2006–2008 | Jericho                                  | Jericho                           | Jake Green                         | 29 epizód                                                            |
| 2007–2021 | Robotcsirke                              | Robot Chicken                     | több szereplő hangja               | 10 epizód                                                            |
| 2009      |                                          | Back                              | Richard Miles                      | tévéfilm                                                             |
| 2009      | CSI: New York-i helyszínelők             | CSI: NY                           | Hollis Eckhart                     | 3 epizód                                                             |
| 2010      |                                          | Gimme Shelter                     | Billy Jost                         | tévéfilm                                                             |
| 2010      | Esküdt ellenségek: Különleges ügyosztály | Law & Order: Special Victims Unit | Rex Winters nyomozó                | 1 epizód                                                             |
| 2010–2011 | Esküdt ellenségek: Los Angeles           | Law & Order: LA                   | Rex Winters nyomozó                | 14 epizód                                                            |
| 2013      |                                          | Anatomy of Violence               | Adrian Raines                      | tévéfilm                                                             |
| 2015–2016 | Felejthetetlen                           | Unforgettable                     | Eddie Martin                       | 2 epizód                                                             |
| 2017      | 282 nap rabság                           | I Am Elizabeth Smart]'            | Brian David Mitchell               | tévéfilm                                                             |
| 2017–2021 | Riverdale                                | Riverdale                         | Forsythe Pendleton "F.P." Jones II | - 64 epizód - visszatérő szereplő (1. évad) - főszereplő (2-5. évad) |
| 2020      |                                          | #FreeRayshawn                     | Mike Trout őrmester                | főszereplő (15 epizód)                                               |
| 2023      |                                          | Parish                            | Colin                              |                                                                      |

## Fordítás
- Ez a szócikk részben vagy egészben  a   Skeet Ulrich című angol Wikipédia-szócikk fordításán alapul.  Az eredeti cikk szerkesztőit annak laptörténete sorolja fel. Ez a jelzés csupán a megfogalmazás eredetét és a szerzői jogokat jelzi, nem szolgál a cikkben szereplő információk forrásmegjelöléseként.